# رشته‌کوه اننیت
رشته‌کوه اننیت (به لاتین: Annamite Range) یک رشته‌کوه در ویتنام است. رشته‌کوه اننیت ۲٬۸۱۹ متر بالاتر از سطح دریا واقع شده‌است. این رشته کوه که در شرق هندوچین قرار گرفته تقریبا ۱۱۰۰ کیلومتر معادل ۶۸۰ مایل در طول کشورهای لائوس، ویتنام و منطقه کوچکی در شمال شرقی کامبوج امتداد یافته است.